# Louis Cancelmi

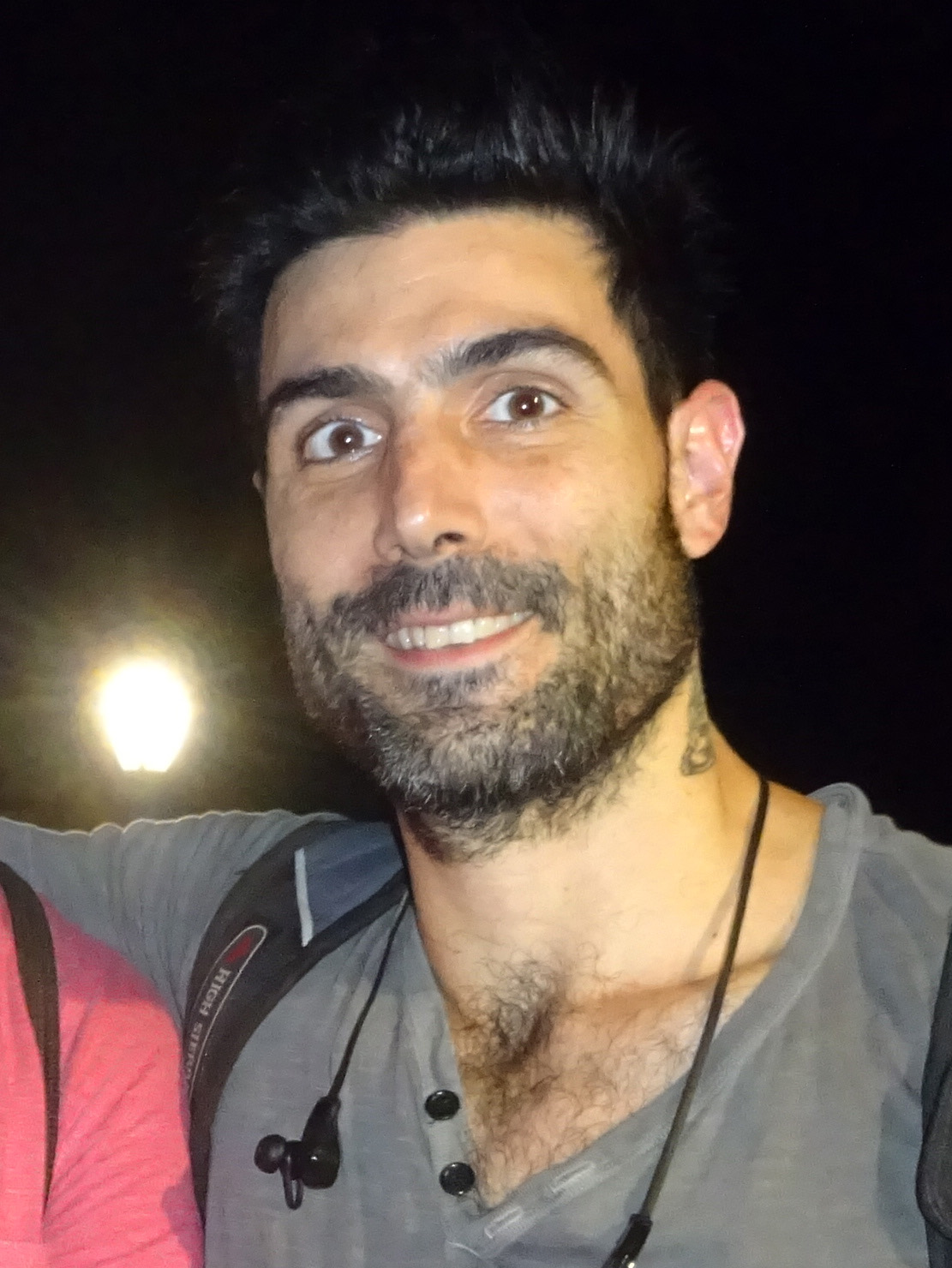
Louis Cancelmi, 2016

Louis Guy Cancelmi (* 9. Juni 1978 in Pittsburgh, Pennsylvania) ist ein US-amerikanischer Schauspieler.

## Leben und Karriere
Louis Cancelmi wurde in Pittsburgh im US-Bundesstaat Pennsylvania geboren. Seine Eltern sind italienisch-slowakisch-polnischer und italienisch-syrischer Herkunft. Der Vater arbeitete bei der Fluggesellschaft Alaska Airlines, die Mutter war Grundschullehrerin. Cancelmi hat zwei Geschwister, seine Schwester Annie Parisse, die ebenfalls Schauspielerin ist, und Michael, der Italienischlehrer ist.
Seit 2001 ist er als Schauspieler aktiv. Seine erste Filmrolle übernahm er im Film New Guy. Es folgten Gastauftritte in den Serien Third Watch – Einsatz am Limit, Law & Order und Criminal Intent – Verbrechen im Visier. Nach einer Reihe von kleinen Rollen in einigen Filmen war er 2014 in The Amazing Spider-Man 2: Rise of Electro und in einer Nebenrolle in der Serie Boardwalk Empire zu sehen. Anschließend trat er in Elementary, Inside Amy Schumer, Chicago P.D., Blue Bloods – Crime Scene New York und The Blacklist auf. 
Seit 2016 ist er als Victor Mateo in der Serie Billions zu sehen. 2018 gehörte er als Vince Stuart zur Besetzung der Miniserie The Looming Tower. 2019 wurde er in Martin Scorseses The Irishman in der Rolle des Salvatore „Sally Bugs“ Briguglio besetzt.

## Privates
Cancelmi ist seit 2006 mit der Schauspielerin Elisabeth Waterston verheiratet. Seine Schwägerin ist die Schauspielerin Katherine Waterston. 

## Filmografie (Auswahl)
- 2001, 2010: Criminal Intent – Verbrechen im Visier (Criminal Intent, Fernsehserie, 2 Episoden)
- 2003: New Guy
- 2003: Si' Laraby
- 2003: Third Watch – Einsatz am Limit (Third Watch, Fernsehserie, Episode 5x09)
- 2005: Stay (Kurzfilm)
- 2007: Law & Order (Fernsehserie, Episode 17x13)
- 2009: First Person Singular
- 2010: Gabi on the Roof in July
- 2011: Green
- 2011: Untitled Jersey City Project (Fernsehserie, eine Episode)
- 2011: The Ride of Tom & Valkyrie
- 2012: Gayby
- 2012: Americana (Fernsehfilm)
- 2014: The Amazing Spider-Man 2: Rise of Electro
- 2014: Please Be Normal
- 2014: Boardwalk Empire (Fernsehserie, 6 Episoden)
- 2015: Elementary (Fernsehserie, Episode 3x14)
- 2015: Funny Bunny
- 2015: Inside Amy Schumer (Fernsehserie, Episode 3x08)
- 2015: Manhattan Romance
- 2015: Chicago P.D. (Fernsehserie, Episode 3x09)
- 2015: And It Was Good
- 2015–2016: Blue Bloods – Crime Scene New York (Blue Bloods, Fernsehserie, 3 Episoden)
- 2016: Tramps
- 2016: The Blacklist (Fernsehserie, Episode 4x04)
- seit 2016: Billions (Fernsehserie)
- 2017: Fits and Starts
- 2018: The Looming Tower (Miniserie, 10 Episoden)
- 2019: Mass Hysteria
- 2019: 21 Bridges
- 2019: The Irishman
- 2019: Godfather of Harlem (Fernsehserie, Episode 1x01)
- 2019: Team Marco
- 2020: Give or Take
- 2021: The Eyes of Tammy Faye
- 2022: Kindred: Verbunden (Fernsehserie, 4 Episoden)
- 2023: Killers of the Flower Moon
- 2023: A Murder at the End of the World (Fernsehserie)
- 2024: The Penguin (Miniserie)